# Henri Ramière

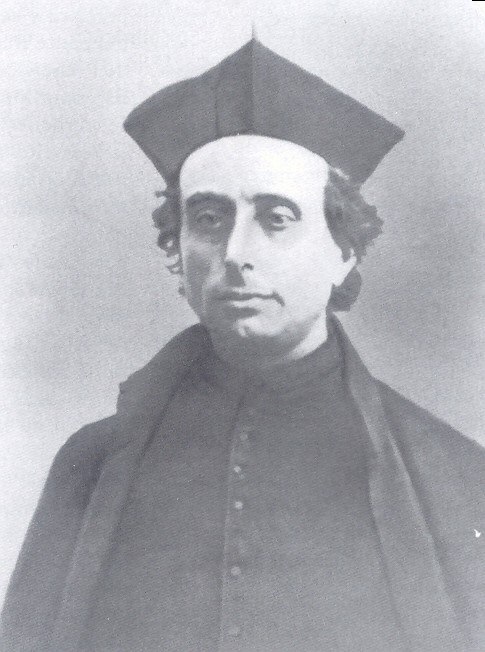
Henri Ramière

Henri Ramière (o Henri Marie Felix Ramière) (Castres (Tarn), 10 de julio de 1821-Toulouse, 3 de enero de 1884) fue un jesuita y publicista francés.

## Vida
Ingresó en la Compañía de Jesús el 15 de julio de 1839. Ejerció de profesor de Teología y Filosofía en la Studienanstalt der Jesuiten, en Vals-près-Le-Puy, donde él gestó sus ideas sobre el apostolado de la oración en torno al Sagrado Corazón de Jesús. En 1861, el Padre Ramière comenzó a editar en Francia Le Messager du Cœur de Jésus - Bulletin mensuel de L´Apostolat de la Prière como órgano oficial del apostolado y pronto fue imitado en otros países, de manera tal, que hoy se editan Mensajeros en 81 naciones y en 49 lenguas.
En el Concilio Vaticano I, él era consejero teológico del obispo de Beauvais. En abril de 1875, Ramière envió una petición al Papa Pío IX para que, en adelante, se consagrara Roma y el mundo al Sagrado Corazón de Jesús. Esta petición, que fue firmada por 525 obispos, resultó infructuosa.

## Obras
- L´Apostolat de la prière (1861)
- Les espérances de l´Eglise
- La Question Sociale et le Sacré Cœur
- Le regne social et la divinisation du chrétien
- Le Royaume de Jésus Christ dans l´Histoire (Vals-près-Le-Puy, 1862-1863)

Además de estos libros, Ramière publicó un gran número de artículos en Messager du Cœur de Jésus.